# Клер, Жюльен
Жюлье́н Клер (фр. Julien Clerc, наст. имя: Поль-Але́н Лекле́р (Paul-Alain Leclerc). род. 4 октября 1947 в Париже) — французский певец.

## Биография
Родился в Париже. Отец с детства приучал сына к классической музыке, мать — к творчеству Жоржа Брассенса и Эдит Пиаф. В шесть лет начал играть на фортепиано, в 13 на слух играл всё, что слышал по радио.
Во время обучения в старшей школе и университете познакомился с Морисом Валле и Этьеном Рода-Жиль, которые стали его главными композиторами. Тогда сочинил свои первые песни. Сменил имя на Жюльен Клер по условиям контракта с Пате Маркони, издавшим первый альбом Клера в мае 1968 года.
Альбом получил премию Академии Шарля Кро. В 1969 году Клер выступал перед концертом Жильбера Беко в Олимпии. Несмотря на то, что Жюльен пел всего год, его выступление было крайне успешным. Спустя некоторое время он сам дал серию концертов в Олимпии.
С мая 1969 по февраль 1970 года принимал участие в популярном парижском мюзикле «Волосы».
К 24 годам стал звездой, записал несколько хитов, которые продавались за рубежом, переводились и исполнялись на других языках.
В 1979 году исполнил главную песню в детском мюзикле «Красивая Эмили» и принял участие в «36 Народный фронт», мюзикле, изданном в двух альбомах, о Народном Фронте. С годами репертуар Клера изменился от его авторских песен до классических французских песен вроде «Comme Hier» Брассенса и «L’hymne à l’amour» Эдит Пиаф. Выступал в Африке, Америке и Европе.
В январе 1999 года вышел на сцену театра Елисейских Полей и исполнил акустические композиции, совсем непохожие на поп-рок-шоу, которые он давал раньше. В 2000 году вместе со многими артистами принял участие в благотворительных концертах для «Ресторанов Сердца», продовольственного фонда.
В 2003 году записал новый альбом по классическим американским стандартам на французском. В то же время получил титул посла доброй воли УВКБ после двухлетней работы в разных проектах и программах, связанных с беженцами. В марте 2004 года впервые отправился с благотворительной миссией в Чад. Документальный фильм об этом был показан во Франции в апреле.
В 2006 году Жульен Клерк дает серию концертов в «Олимпии» в Париже, а после совершает турне по провинции. Весной следующего года певец дает концерты в Нью-Йорке, Амстердаме, Лос-Анжелесе, Монреале и Лондоне. По возвращении из турне он пишет музыку для двух композиций альбома «Наше завтра»( "Nos lendemains") квебекской певицы Изабель Буле( Isabelle Boulay) : «Возвращайся, возвращайся, возвращайся» и «Только звезды» ("Reviens, reviens, reviens", "Juste l’étoile).
16 июля 2009 года Жульен Клерк принял участие в фестивале «Festival des Nuits de Fourvière», который транслировался онлайн сразу в нескольких кинотеатрах. Жульен Клерк стал первым европейским артистом, который согласился с таким технологическим нововведением.
7 ноября 2011 года выходит новый альбом певца.
В начале 2012 года Жульен Клерк дал концерт вместе с симфоническим оркестром в парижском Дворце Конгрессов и потом поехал в турне по всей Франции.

## Семья
У Клера пятеро детей: приемная Анжель и Жанна от актрисы Миу-Миу, дочь Ваний и сын Барнабе от бывшей супруги Виржини Купери, а также сын Леонард от нынешней жены Элен Гремийон, свадьба с которой состоялась в 2012 году.

## Документальные фильмы
- 2014 — Жюльен Клер. Игра теней / Julien Clerc, clair-obscur (реж. Аньес Хюбшман / Agnés Hubschman)[9]